# Grallaria gigantea
Grallaria gigantea là một loài chim trong họ Grallariidae.

## Hình ảnh

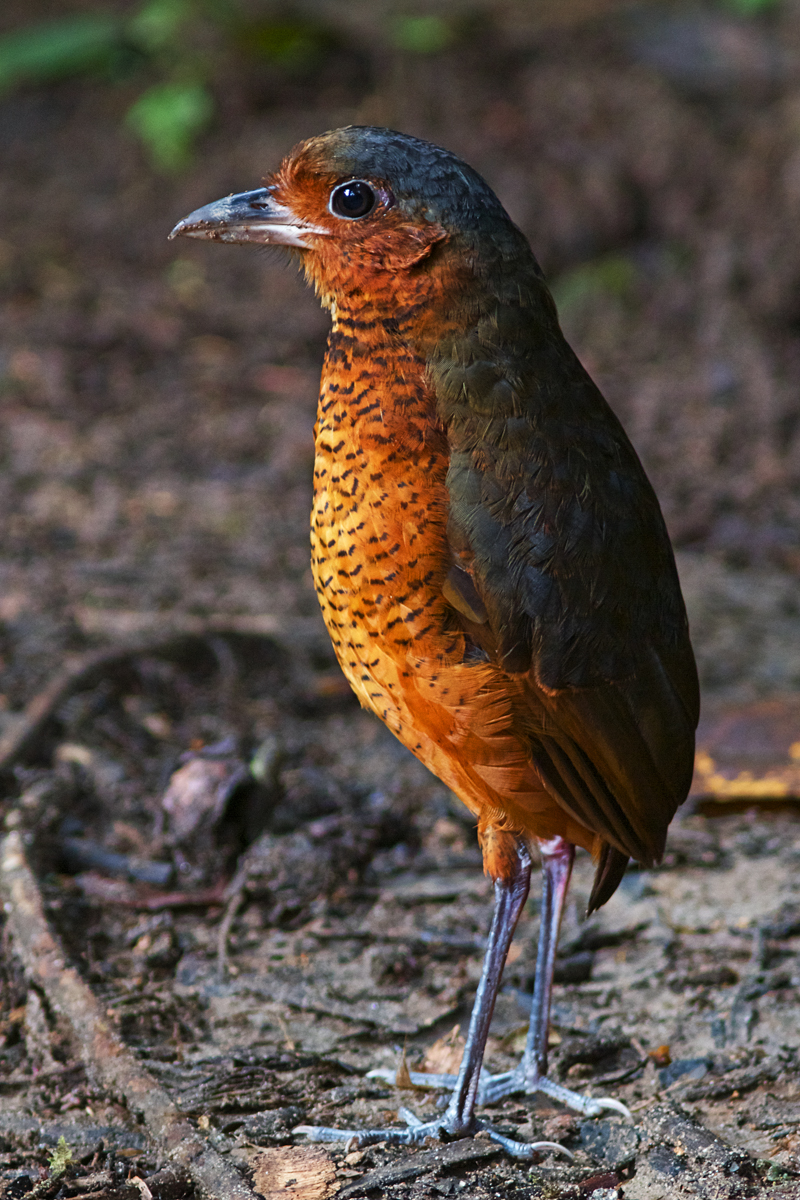
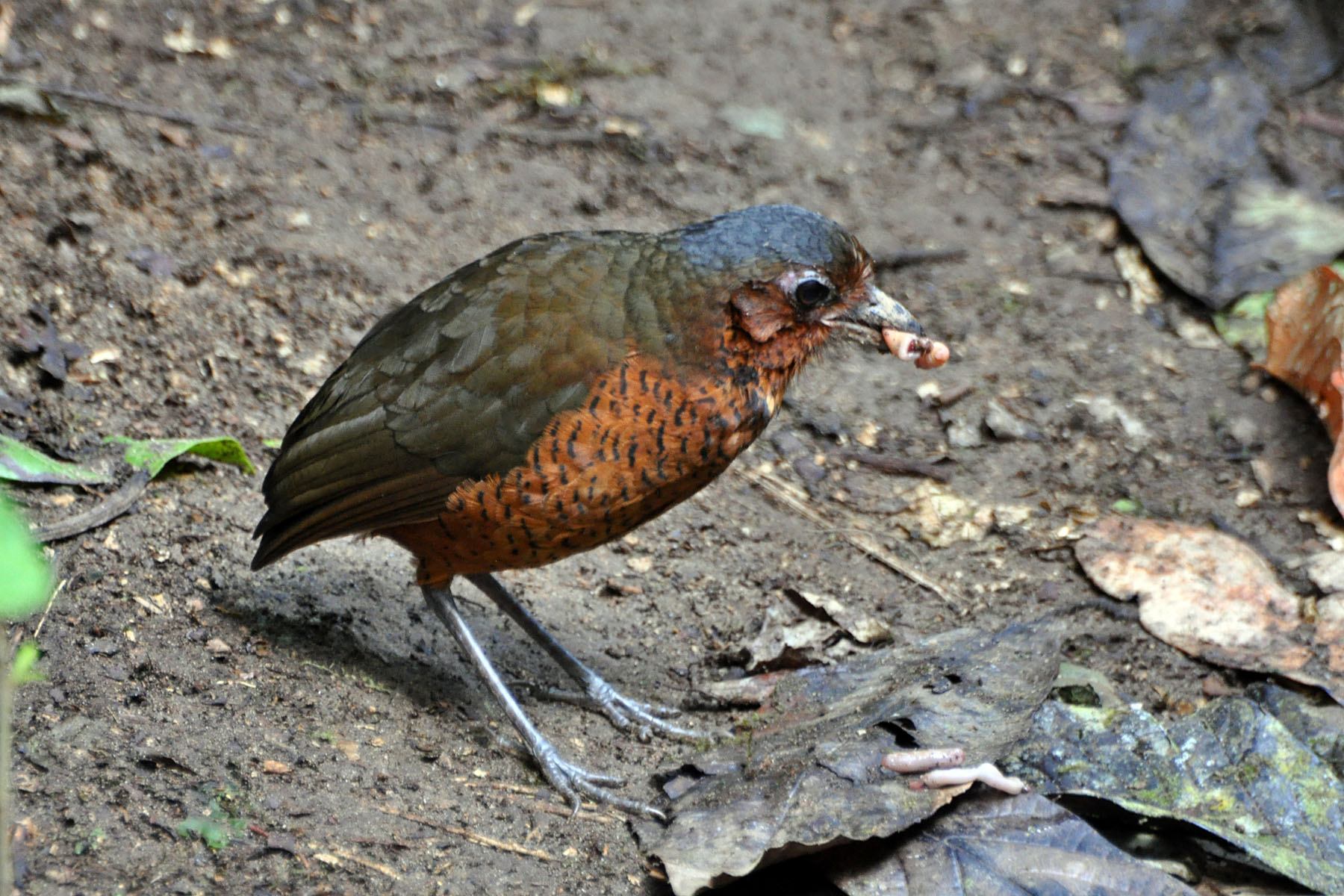